# 平盛久
平 盛久（たいら の もりひさ）は、平安時代後期の武将。伊勢守・平盛国の八男。兄は越中守・盛俊。

## 略歴
鎌倉に今も残る主馬盛久之頸坐という石碑には次のような碑文が書かれている。
同所にある鎌倉同人會・謡曲史跡保存会の碑文もほぼ同じ内容である。盛久は京都清水寺に千手観音像を奉納し、千日参りの祈願をしていた。由比ヶ浜で斬首されそうになった際には刀が折れて命拾いしたという。また北条政子の夢に清水寺の高僧が現れて盛久の赦免を願ったということで、源頼朝は盛久を許し、さらに領地を与えたと伝わる。
角田文衞の『平家後抄〈上〉落日後の平家』にはこの事について詳細に書かれているが、一部引用すると
源平の合戦を通じて盛久は、戦に加わったけれども補注82『吾妻鏡』養和元年三月十日条、特別の武勲をたてなかった。
壇ノ浦の合戦は、平家の水軍を袋の鼠にして打撃を与えた殲滅戦ではなかったから、平家の軍兵には機敏に戦場から離脱・逃亡したものが少なくなかった。
壇ノ浦の後、盛久は大胆にも都に潜入し長門本平家物語（巻第二十）にこの顛末が書かれ、最後は罪科を赦され、所領の安堵を得て安らかな晩年を送ったであろうことは、察するに難くない。
で終わっているが、別の伝承では、壇ノ浦の戦いに敗れた後、都から南下し屋久島に向かう途中亡くなった。平盛久を祭る盛久神社が屋久島にある。

## 画像集

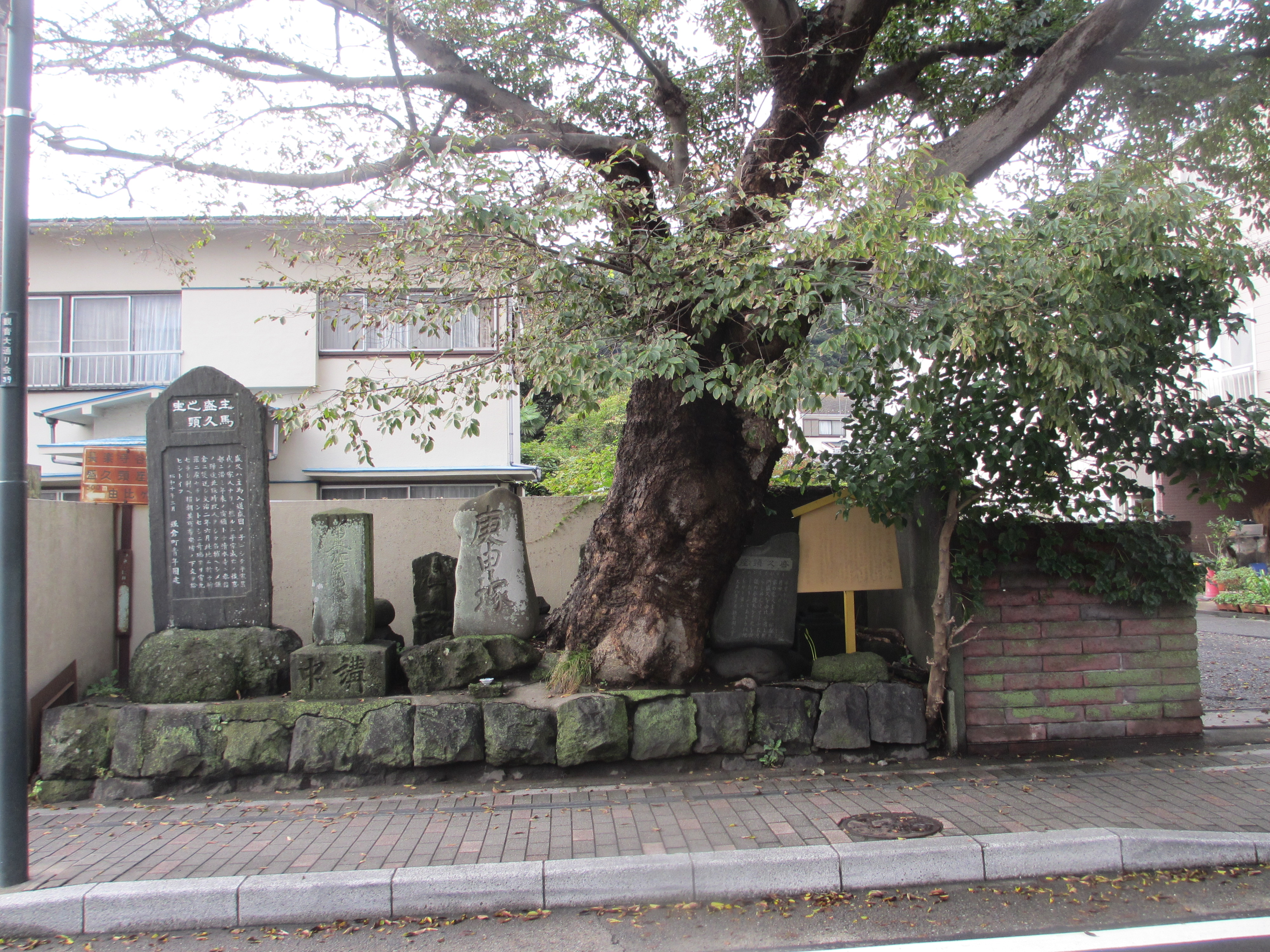
主馬盛久之頸坐（鎌倉市長谷1-7-2江ノ電「由比ケ浜駅」近く）
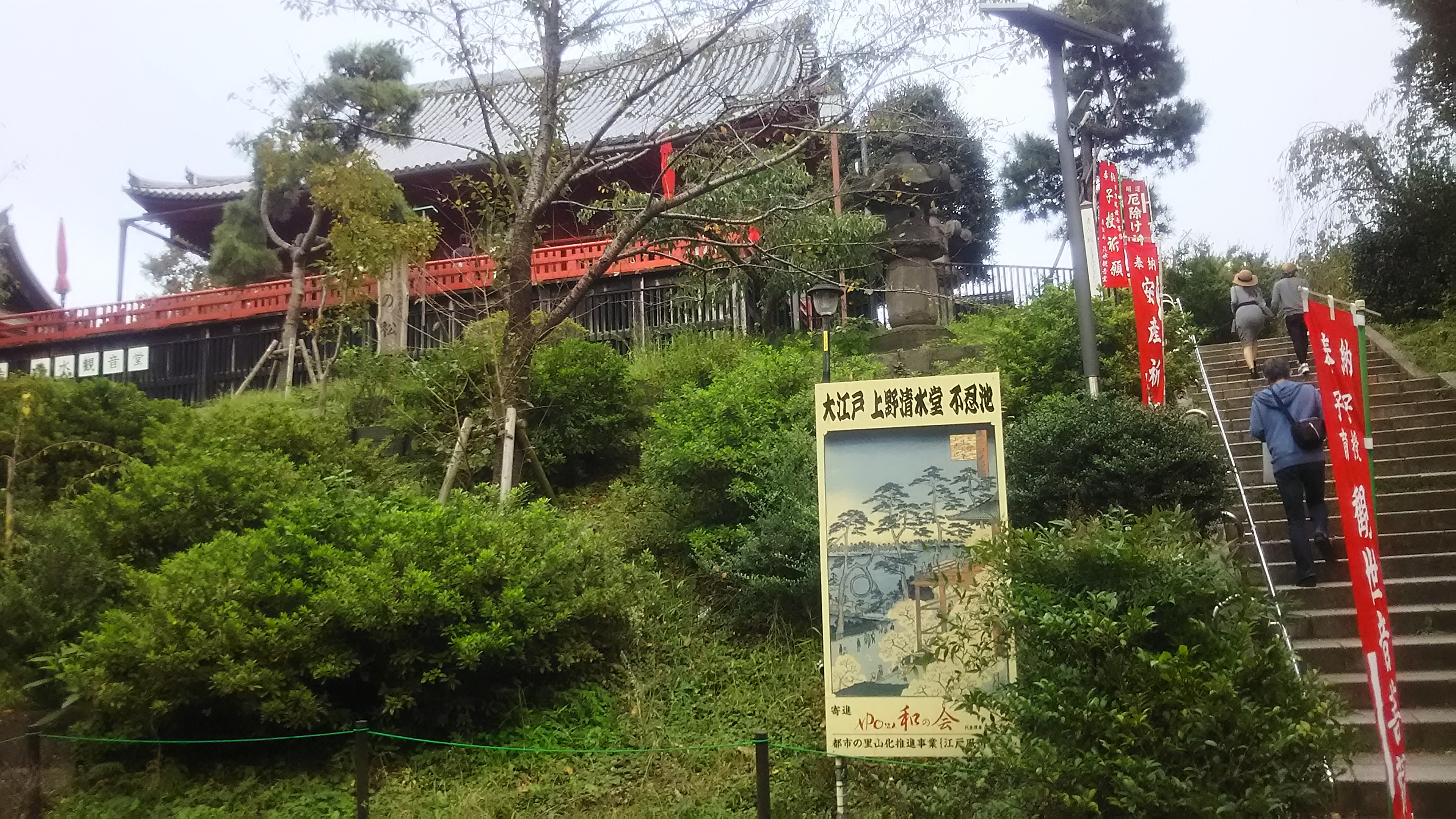
清水観音堂（上野駅寛永寺手前、西郷隆盛像側）
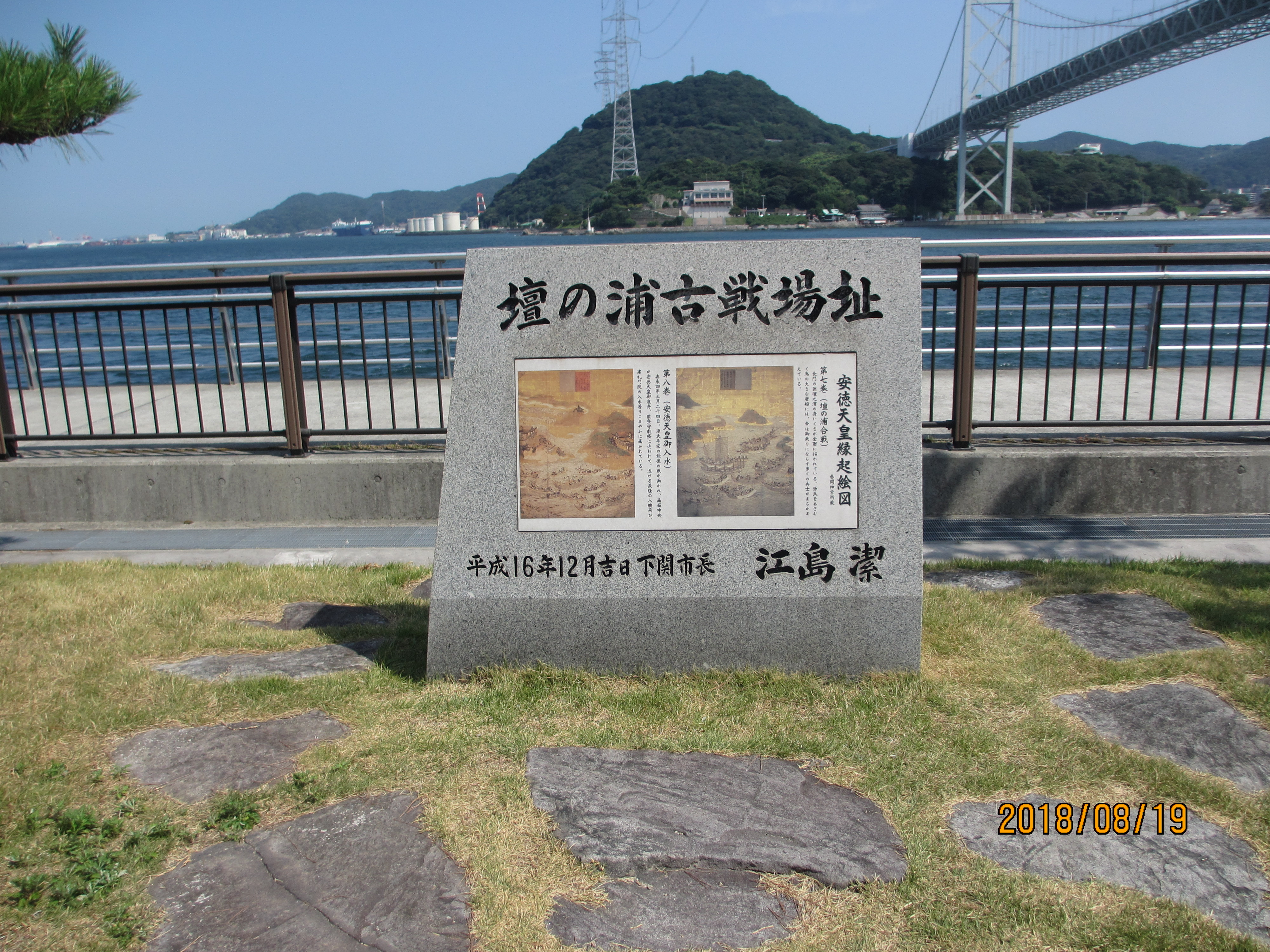
壇の浦古戦場址（下関市みもすそ川公園、安徳天皇縁起絵図）